# Styl lateński

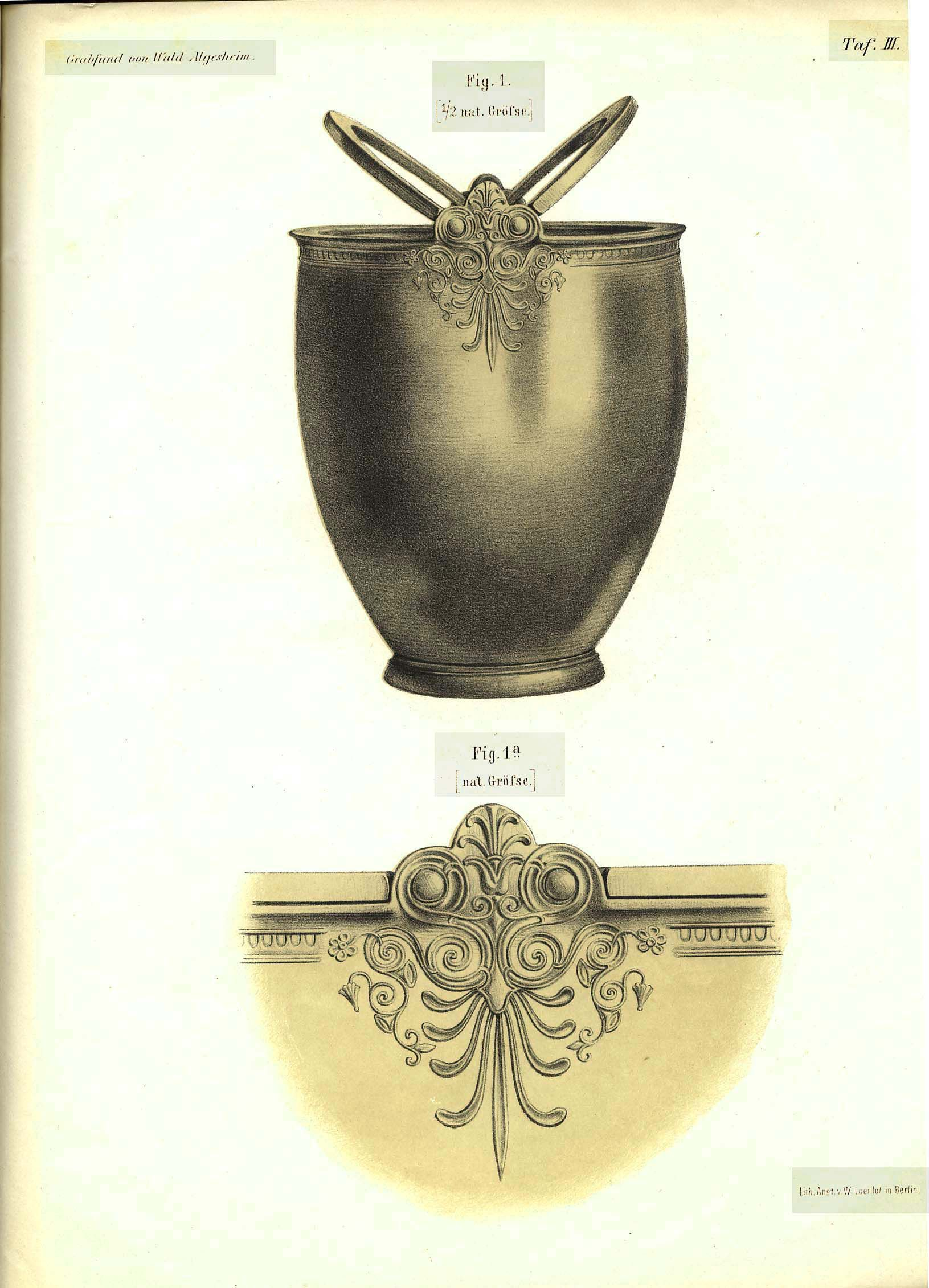
Palmeta w zdobnictwie w stylu roślinnym z grobu książęcego w Waldalgesheim

Styl lateński – styl sztuki celtyckiej rozwijający się od końca VI wieku p.n.e. do I wieku p.n.e. Nazwa związana jest ze szwajcarską miejscowością La Tène, w której odkryto pozostałości obozu celtyckiego. 
Styl lateński dzieli się na:
- styl wczesny (początek V wieku p.n.e. do IV wieku p.n.e.) – cechuje się zaczerpniętymi z sztuki etruskiej i greckiej dekoracjami zoomorficznymi i antropomorficznymi,
- styl roślinny (początek IV wieku p.n.e. do połowy III wieku p.n.e.) – zdobnictwo złożone z kompozycji wici roślinnych i palmet wzbogaconych inkrustacją z czerwonej emalii i korali (zwany też stylem Waldalgesheim od znalezionego skarbu w grobie książęcym w Waldalgesheim[1]),
- styl plastyczny (połowa III wieku p.n.e. do połowy II wieku p.n.e.) – zastosowanie techniki filigranu i granulacji. Złożone zdobnictwo z kompozycji roślinnych, zwierzęcych i ludzkich,
- styl późny (połowa II wieku p.n.e. do I wieku p.n.e.) – widoczne wpływy sztuki rzymskiej.

Dekoracje w stylu lateńskim stosowane było w wyrobach rzemieślniczych służących do ozdoby strojów, broni, naczyń i rzeźb. Styl ten najdłużej przetrwał na Wyspach Brytyjskich.